# 聖文森特森特納里奧
聖文森特森特納里奧（西班牙語：San Vicente Centenario），是洪都拉斯的城鎮，位於該國西北部，由聖巴巴拉省負責管轄，始建於1922年1月18日，面積40.80平方公里，海拔高度243米，2001年人口2,567，人口密度每平方公里62.92人。
14°53′N 88°17′W / 14.883°N 88.283°W